# Chronica Hungarorum
Ne doit pas être confondu avec Gesta Hungarorum.
La Chronique des Hongrois ou, en latin, Chronica Hungarorum est un ensemble de textes relatifs aux débuts de l'histoire hongroise.  Plusieurs chroniques médiévales portent ainsi ce titre.

## La premièreChronica Hungarorum
La plus connue des Chronica Hungarorum est la « chronique enluminée de Vienne », également appelée Chronicon Pictum, Chronica picta ou Chronica de Gestis Hungarorum (1358 - 1370), jadis conservée dans la bibliothèque impériale de Vienne. Son auteur a  été identifié avec le chanoine Marci de Kalt (hu) (en allemand : Markus von Kalt et en hongrois : Kálti Márk). Ses 147 enluminures sont représentatives du style en vigueur à la cour de Louis Ier le Grand. Ce manuscrit est désormais conservé à la Bibliothèque nationale Széchényi de Budapest.

## Les autresChronica Hungarorum

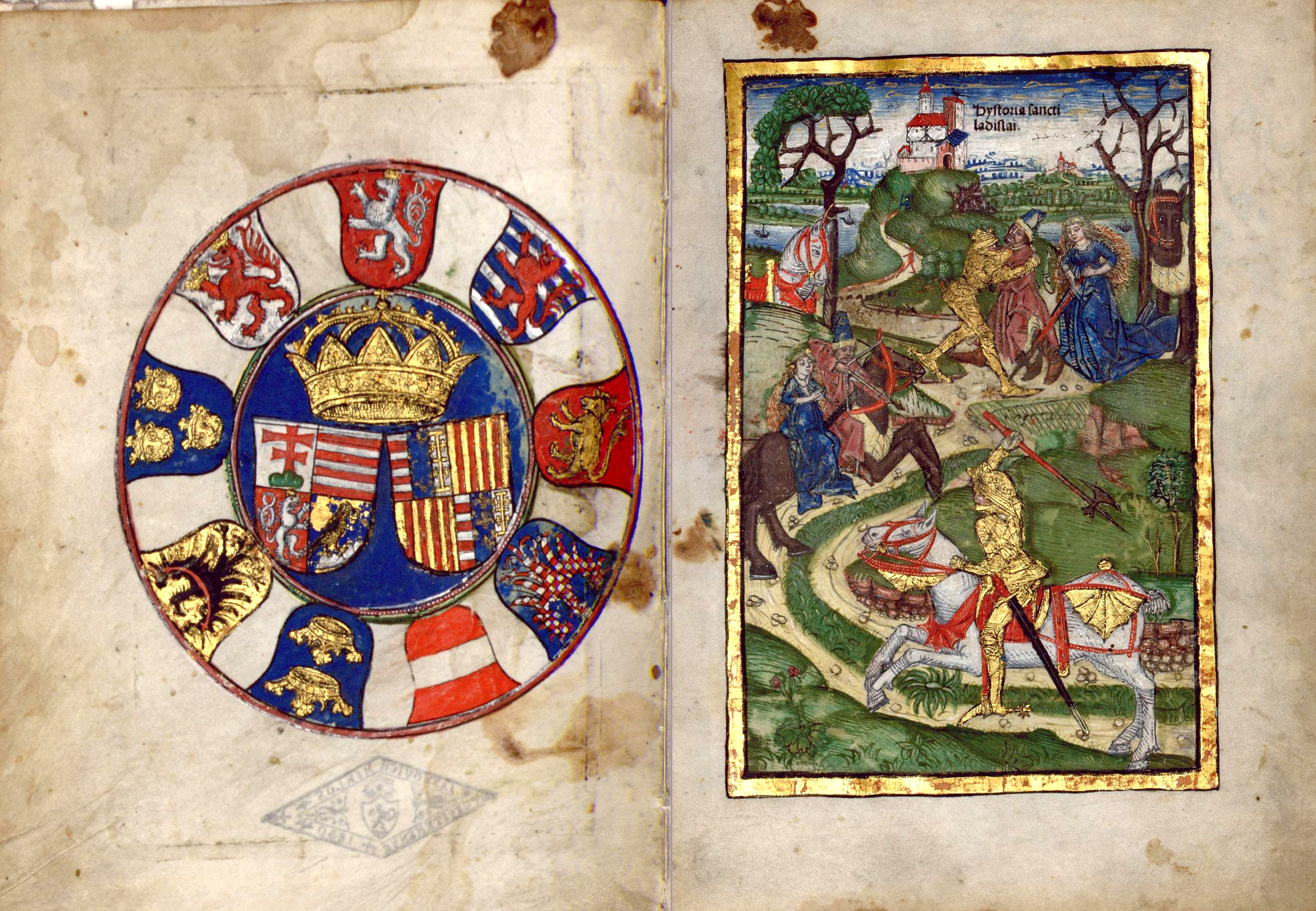
Illustrations extraites des Chronica Hungarorum

Une chronique imprimée, se fondant partiellement sur le Chronicon Pictum, est également appelée Chronica Hungarorum, ou parfois « Chronique de Buda ». Elle relate l'histoire de la Hongrie, des origines au couronnement de Mathias Corvin. Imprimée à Buda en 1473 par András Hess, c'est le premier livre imprimé en Hongrie. Onze exemplaires de cet in-folio de 70 feuillets sont conservés, dont deux en Hongrie (un à la Bibliothèque nationale Széchényi et un à la bibliothèque de l'université de Budapest).
Une dernière chronique est appelée Chronica Hungarorum. Elle a été rédigée par Johannes de Thurocz (1435-1488/1489) et constitue la première chronique hongroise à être écrite par un laïc. Elle a été imprimée à Brno et par  Erhard Ratdolt à Augsbourg en 1488 avec une nouvelle technique d'impression colorée.